# Karim Zéribi
Karim Zéribi, né le 25 septembre 1966 en Avignon, est un militant syndical et associatif, un homme politique et un chroniqueur français.
Il a été élu conseiller municipal en Avignon puis à Marseille, conseiller à la Métropole d'Aix-Marseille-Provence et, de 2012 à 2014, député européen de la circonscription Sud-Est.
Il a été président du conseil d'administration de la régie des transports de la métropole (RTM) et a exercé plusieurs missions à la Société nationale des chemins de fer français (SNCF).
Condamné en première instance le 9 septembre 2020 par le tribunal correctionnel de Marseille, sa peine est aggravée en appel le 17 novembre 2021 par la cour d’appel d’Aix-en-Provence. Il est condamné à trois ans de prison avec sursis et à une amende de 80 000 euros pour abus de confiance et abus de biens sociaux, une privation des droits civils et civiques dont une inéligibilité pour une durée de cinq ans ainsi qu’une interdiction de gérer pour la même durée.

## Biographie

### Famille
Issu d’un mariage franco-algérien d'une mère française d'origine algérienne et d'un père algérien, Karim Zéribi est né le 25 septembre 1966 à Avignon. Karim Zéribi est l'aîné des trois enfants. Il est père de quatre enfants,

### Carrière professionnelle et engagement politique
Karim Zéribi cesse ses études à 18 ans pour se consacrer à une passion exclusive, le football. Après avoir passé son adolescence dans des centres de formation, il s'apprête à devenir footballeur professionnel, d'abord au FC Rouen puis sous contrat de stagiaire pro au Stade lavallois, où il évolue régulièrement en équipe réserve de 1986 à 1988, sous les ordres d'Eddie Hudanski. À 21 ans, une pubalgie puis une rupture des ligaments croisés antérieurs interrompt sa carrière avant qu'il n'ait pu faire ses débuts au plus haut niveau. Il est ensuite joueur à l'Olympique d'Avignon (1988-1989) où il connaît une montée de Division 3 en D2, puis joueur à Romans. Il fut, parallèlement, conseiller d'éducation au lycée horticole de Romans en 1989-1990.
En 1990, il passe le concours pour intégrer la SNCF, comme son père et son grand-père.[réf. nécessaire] Agent du service commercial à la SNCF à Marseille, il prend des responsabilités syndicales durant deux ans — 1994 à 1996 au sein de la Confédération générale du travail (CGT).
En 1995, il s’engage dans la vie associative à Avignon. Il intervient notamment dans plusieurs dossiers liés aux questions de prévention et d'accès à l'emploi dans les quartiers populaires. C'est à travers cette action qu'il est amené à côtoyer le milieu politique local.[réf. nécessaire]
En 1998, il contacte le ministre de l’Intérieur Jean-Pierre Chevènement qui lui propose de rejoindre son cabinet en qualité de conseiller technique sur la banlieue,. Il aura notamment la responsabilité de diversifier le recrutement au sein de la police nationale et se voit confier une mission de réflexion sur la création d’une police urbaine de proximité. Il y crée également les CODAC, les Comités départementaux d’accès à la citoyenneté, qui ont pour mission principale de favoriser l’intégration citoyenne et de lutter concrètement contre les discriminations sociales et raciales[réf. nécessaire]. Parallèlement, il occupe les fonctions de secrétaire national du Mouvement des citoyens, parti politique fondé en 1993 par Jean-Pierre Chevènement.
Entre 2000 et 2002, il devient chef de mission sur les politiques de recrutement à la direction de l'administration de la police nationale. En octobre 2001, il réunit le premier « Parlement des Banlieues » à la Sorbonne et fonde l’association « Agir pour la citoyenneté », qui a pour but de promouvoir la citoyenneté dans les quartiers populaires. En 2014, l'association est placée sous contrôle judiciaire.
En 2003, il devient chargé de mission sûreté à la direction déléguée aux trains SNCF. Entre 2002 et 2006, la SNCF lui confie la responsabilité de chef du pôle formation, chargé de l’égalité des chances.
En 2005, il crée APC-Recrutement (Agir pour la compétence et le recrutement), un cabinet associatif chargé de rapprocher le monde des entreprises des jeunes diplômés des quartiers défavorisés. Pour répondre à la demande des jeunes, il décide de créer ce premier[réf. nécessaire] cabinet de recrutement spécialisé dans la promotion de la diversité[pas clair] . Dès sa création, l'association a été soutenue par le Fonds d'aide et de soutien pour l'intégration et la lutte contre les discriminations (FASILD), la fondation France-Libertés, l'Institut du groupe Vedior France pour la diversité et l'égalité des chances (Interview Karim Zéribi et Frédéric Fougerat, Institut Vedior) et la région Île-de-France.[réf. nécessaire]
En 2006, il rejoint Louis Gallois, alors président de la SNCF, qui le charge d'assurer la diversité dans l’entreprise,. Il est confirmé dans ses fonctions par Anne-Marie Idrac, puis par Guillaume Pepy. Il crée le train pour l'emploi et l'égalité des chances. Cette initiative consiste, en partenariat avec des employeurs publics et privés, à sillonner la France de gare en gare et à rencontrer les candidats aux différents emplois proposés par les partenaires économiques.
Karim Zéribi se présente sous l’étiquette divers gauche aux élections législatives de 2007, dans les quartiers nord de Marseille (quatrième circonscription), où il réalise un score de 11,16 % au premier tour.
Il est porte-parole de Jean-Noël Guérini lors des municipales de 2008. Élu conseiller municipal de Marseille en mars 2008, puis délégué à la Communauté urbaine Marseille Provence Métropole, il est élu président du Conseil d'administration de la Régie des transports de Marseille en juin de la même année, puis réélu à l'unanimité en novembre 2011. En décembre 2008, il crée son club politique appelé Nouvelle France. Les comités locaux naissent à Lyon, Marseille, Avignon, Nîmes, Perpignan, Toulouse, Montpellier et Valence.
Candidat aux élections européennes de juin 2009 en troisième position de la liste « Sud-Est » présentée par le Parti socialiste, il devient le premier non élu sur une liste de gauche à ces élections.
En 2010, Karim Zéribi rejoint les rangs d’Europe Écologie Les Verts. Il est le président du groupe EÉLV Marseille Nord et candidat aux élections législatives de juin 2012 sur la 7e circonscription des Bouches-du-Rhône où il est battu au 1er tour, recueillant 21,53 % des voix.
Le 16 mai 2012, à la suite de sa candidature de 2009, il devient député européen en remplacement de Vincent Peillon, nommé au gouvernement. Il occupe son siège pour la première fois le 11 juin suivant.
En 2014, il se présente aux élections municipales de Marseille en tant que tête de liste dans le Ve secteur sur les listes de l'union de la gauche menées par Patrick Mennucci et arrive en troisième position avec 22,19 %. Il est le seul élu de sa liste au conseil municipal.
Lors des élections européennes, il figure en deuxième place de la liste EÉLV dans la circonscription Sud-Est mais il n'est pas élu.
En mai 2015, il figure au conseil d'orientation de la fondation Terra Nova, un think-tank proche du Parti socialiste.
Il soutient le candidat En marche Emmanuel Macron pour l'élection présidentielle 2017.

### Médias
De 2004 à 2018, Karim Zéribi intervient régulièrement sur RMC, dans un talk-show d'actualités intitulé Les Grandes Gueules de 10 h à 13 h.
Lors de la saison 2007-2008, il intervient périodiquement dans l'émission de télévision Super Moscato Show dédiée aux sports et présentée par Vincent Moscato sur RMC, aux côtés d'anciens sportifs.
Depuis septembre 2018, il fait partie des chroniqueurs récurrents du talk-show hebdomadaire Balance ton post ! présentée par Cyril Hanouna sur la chaîne C8, et de l'émission Punchline présentée par Laurence Ferrari sur la chaîne CNews.
Fin novembre 2021, il intègre l'équipe de l'émission télévisée Touche pas à mon poste !, toujours sur C8.
Le 10 mars 2022, il présente, en remplacement d'Éric Naulleau, le talk-show Balance ton post ! sur C8, dans un numéro spécial Ukraine et entouré des éditorialistes habituels de l'émission.

## Affaires judiciaires

### Condamnation pour abus de confiance et abus de biens sociaux
Le 2 juillet 2014, son ancien local de campagne fait l'objet d'une perquisition dans le cadre d'une information judiciaire ouverte pour détournement de fonds publics et abus de confiance visant deux associations de promotion de la diversité fondées par le conseiller municipal, lequel affirme n'avoir rien à se reprocher,,,. Soupçonné d'avoir détourné 50 000 € de subventions publiques via ces deux structures, il est mis en examen le 10 avril 2015 au terme de deux jours de garde à vue,.
Le 8 janvier 2018, la presse annonce que le parquet de Marseille a requis son renvoi devant le tribunal correctionnel de Marseille pour « abus de confiance et abus de biens sociaux »,, réquisition qui est suivie en juillet suivant par la juge ,. De son côté, Karim Zéribi dénonce un « complot politique » et une « enquête bâclée ».
Le 9 septembre 2020, le tribunal correctionnel de Marseille le condamne à deux années de prison avec sursis, 50 000 € d’amende et trois ans d’inéligibilité pour « abus de confiance » et « abus de biens sociaux ». Karim Zéribi a été déchargé à sa demande de ses fonctions au sein de la SNCF. Néanmoins, il reste à la SNCF, qui l'a immédiatement replacé à un poste-clef, au sein de la direction des ressources humaines du groupe. En septembre 2021, devant la cour d’appel d’Aix, l’avocate générale requiert à son encontre trois ans d’emprisonnement avec sursis, 20 000 euros d’amendes, cinq ans d’inéligibilité, cinq ans d’interdiction de gérer et la confiscation de son domicile marseillais. Le 3 septembre, il annonce  son intention de faire appel de cette décision.
La peine est aggravée en appel le 17 novembre 2021 : il est alors condamné à trois ans de prison avec sursis, 80 000 euros d’amende, une privation de ses droits civils pendant 5 ans, une interdiction de gérer sur la même période, et la confiscation en valeur de son domicile marseillais à concurrence de 109 000 euros,.